# Heinrich Berghaus
Pour les articles homonymes, voir Berghaus (homonymie).
Heinrich Karl Wilhelm Berghaus (Clèves, 3 mai 1797-Stettin, 17 février 1884) est un géographe et cartographe allemand.

## Biographie
Il fait des études de géodésie et sert d'abord dans l'armée (1811). En 1816, il travaille au Ministère de la Défense à Berlin et puis de mathématiques appliquées à l'Académie d'architecture de Berlin, poste qu'il occupera jusqu'en 1855. En 1839, il a été fondateur et enseignant dans une école de géographie à Potsdam avec Heinrich Lange et August Heinrich Petermann.
Berghaus est essentiellement célèbre comme cartographe. Il conçut le Physikalischer Atlas (Atlas Physique) de 1838 à 1848 complément du traité Kosmos d'Alexander von Humboldt. Son cousin Hermann Berghaus a édité la 3e édition, publiée en 1892 . Il participe aussi à la première édition provisoire de l'Atlas d'Adolf Stieler et effectue de nombreux travaux géographiques sur l'Allemagne.
Depuis sa collaboration avec Stieler, il a notamment travaillé avec l'éditeur Justus Perthes à Gotha. Lorsque le fils de Berghaus, August, n'est pas engagé à Perthes en 1854, Berghaus rompt les relations avec l'éditeur. En 1828, il fut l'un des cofondateurs de la Société de géographie de Berlin (Gesellschaft für Erdkunde zu Berlin).

## Hommages
- Une île (île Berghaus) de l'archipel François-Joseph a été nommée en son honneur.
- En 1826, l'Université de Wrocław le nomme docteur en philosophie.

## Œuvres

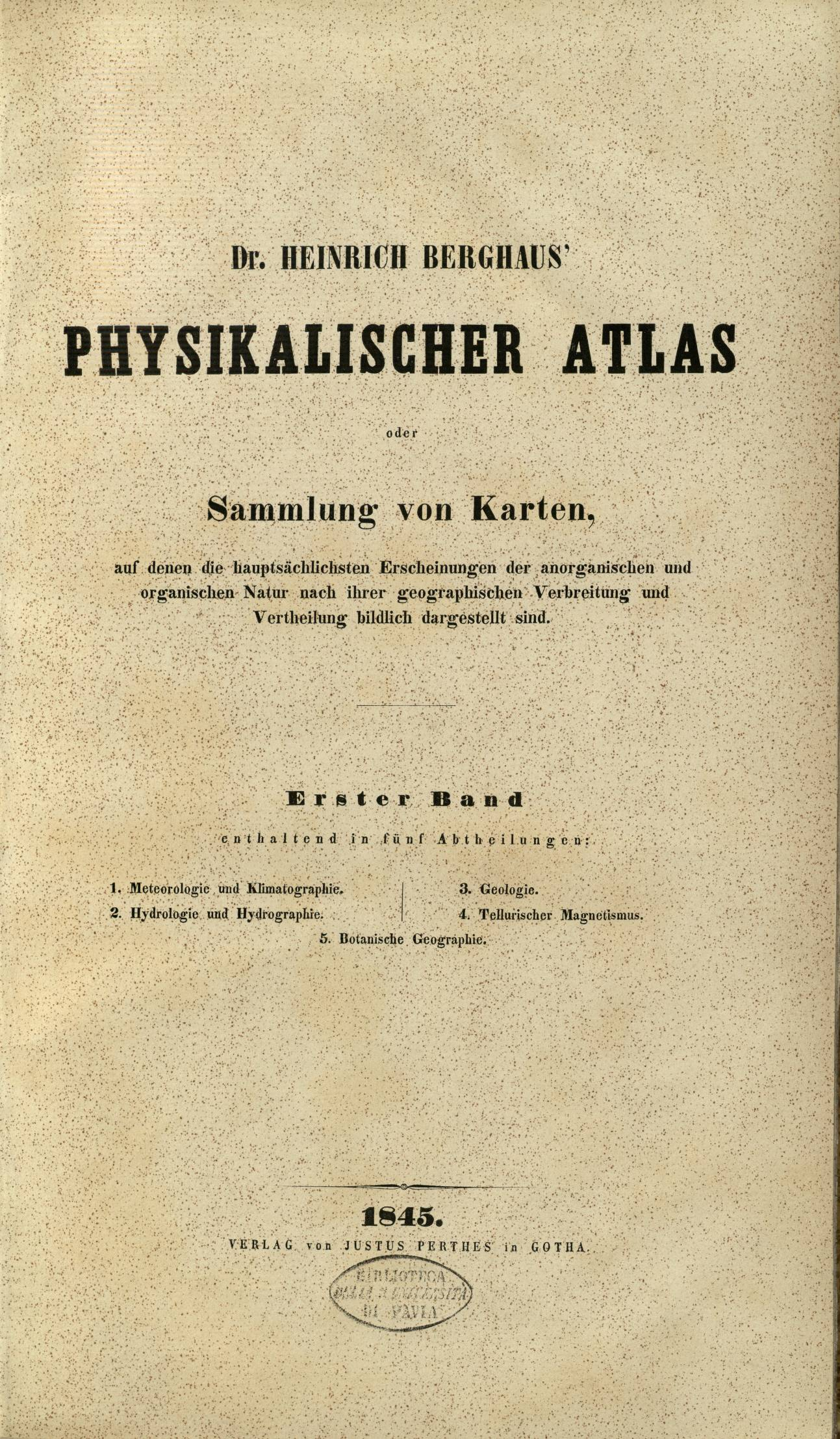
Physikalischer Atlas, 1845

- Hertha (avec K.F.V. Hoffmann). 1825–1829. Magazine.
- Annalen der Erd-, Völker- und Staatenkunde. (28 vol. Berlin, 1830–43)
- Atlas on Asien. (Gotha, 1833-1837)
- Allgemeine Länder- und Völkerkunde (Stuttgart, 1837–1840)
- Almanach, den Freunden der Erdkunde gewidmet. (Vol. 1–3, Stuttgart 1837–39; vol. 4, Gotha 1840–41)
- Physikalischer Atlas (Gotha, 1838–1848)
- Grundriss der Geographie in fünf Büchern (Berlin, 1842)
- Die Völker des Erdballs (Leipzig, 1845–1847)
- Die Grundlinien der Ethnographie (Stuttgart 1850)
- Geographische Jahrbuch. (vol. 1–4, Stuttgart, 1850–1852)
- Landbuch der Mark Brandenburg und des Markgraftums Niederlausitz (Brandenburg, 3 vol., 1853–56)
- Was man von der Erde weiß (Berlin, 1856–1860)
- Deutschland seit hundert Jahren - Geschichte der Gebiets-Einteilung und der politischen Verfassung des Vaterlandes (Leipzig, 5 vol., 1859–62)
- Wallfahrt durch's Leben (9 vol., Leipzig, 1862)
- Landbuch des Herzogtums Pommern - Schilderung der Zustände dieser Lande in der zweiten Hälfte des 19. Jahrhunderts (13 vol., Anklam 1862–1868)
- Briefwechsel mit Alexander von Humboldt (3 vol., Leipzig, 1863)
- Blücher als Mitglied der Pommerschen Ritterschaft 1777-1817 und beim Preußischen Heere am Rhein 1794, (Anklam 1863)
- Geschichte der Stadt Stettin, der Hauptstadt von Pommern - Topographisch-statistisch beschrieben nach allen Richtungen ihres politischen, bürgerlichen, merkantilischen und kirchlichen Lebens (2 vol., Berlin/Wriezen 1875–76)

## Galerie

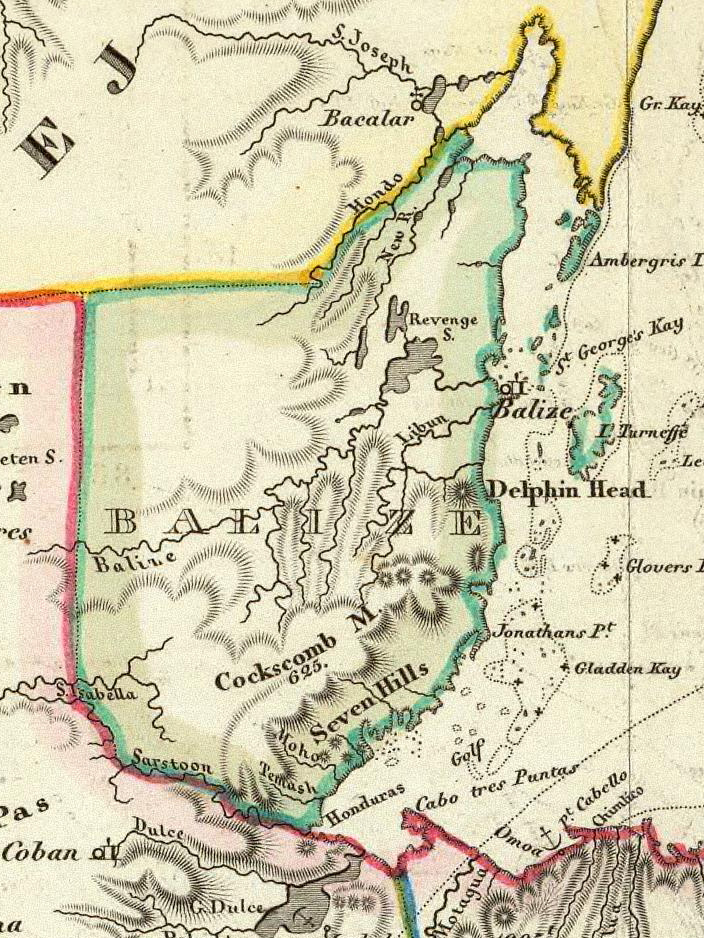
Belize, pour l'Physikalischer Atlas, 1840
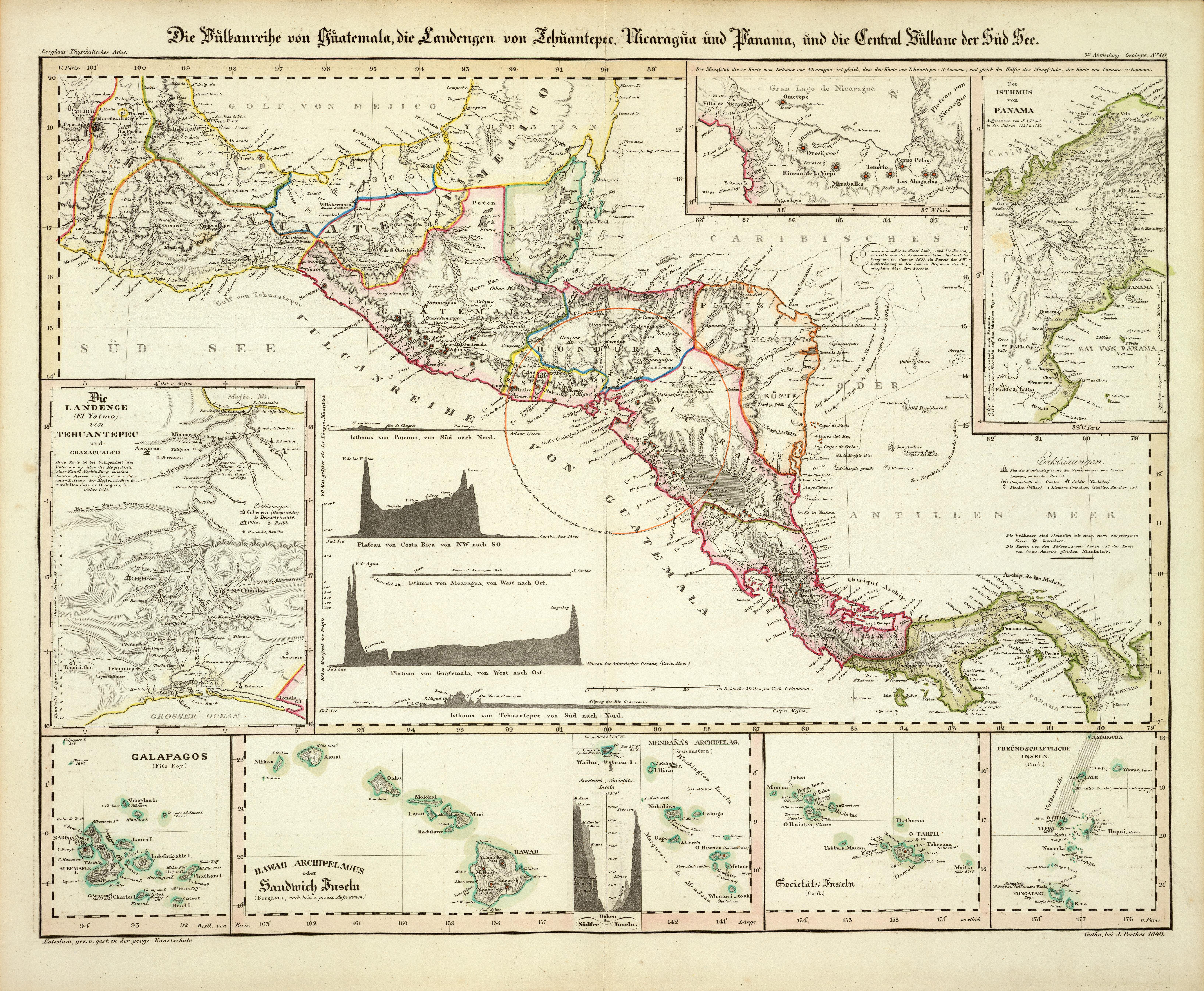
Die Vulkanreihe von Guatemala, die Lanndengen on Lehuanteper, Nicaragua und Panama, und die Central Vulkane der Süd See (Amérique centrale), pour l'Physikalischer Atlas, 1840
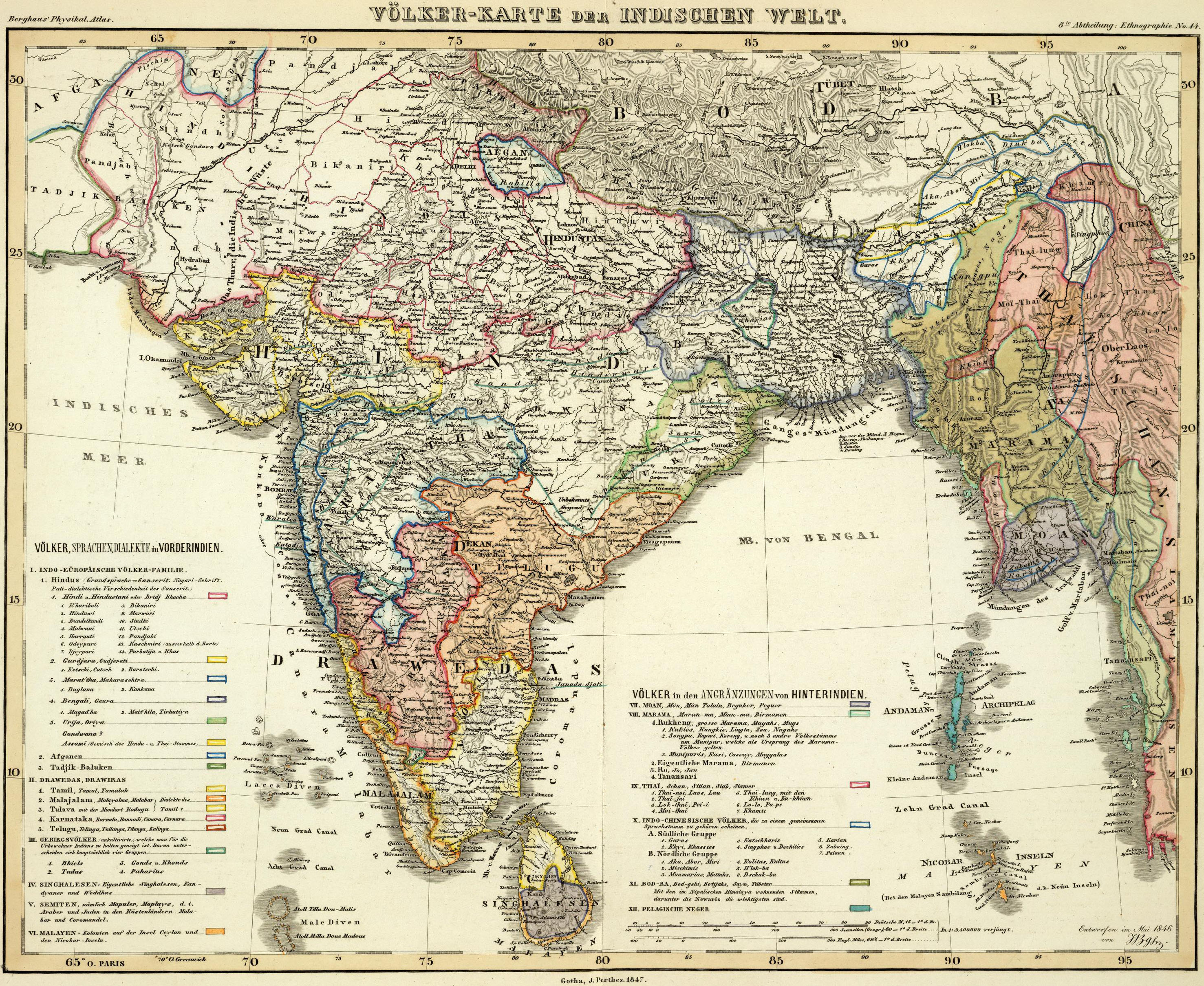
Völker-Karte der Indischen Welt (carte de l'Inde), 1847
- Chile, 1855
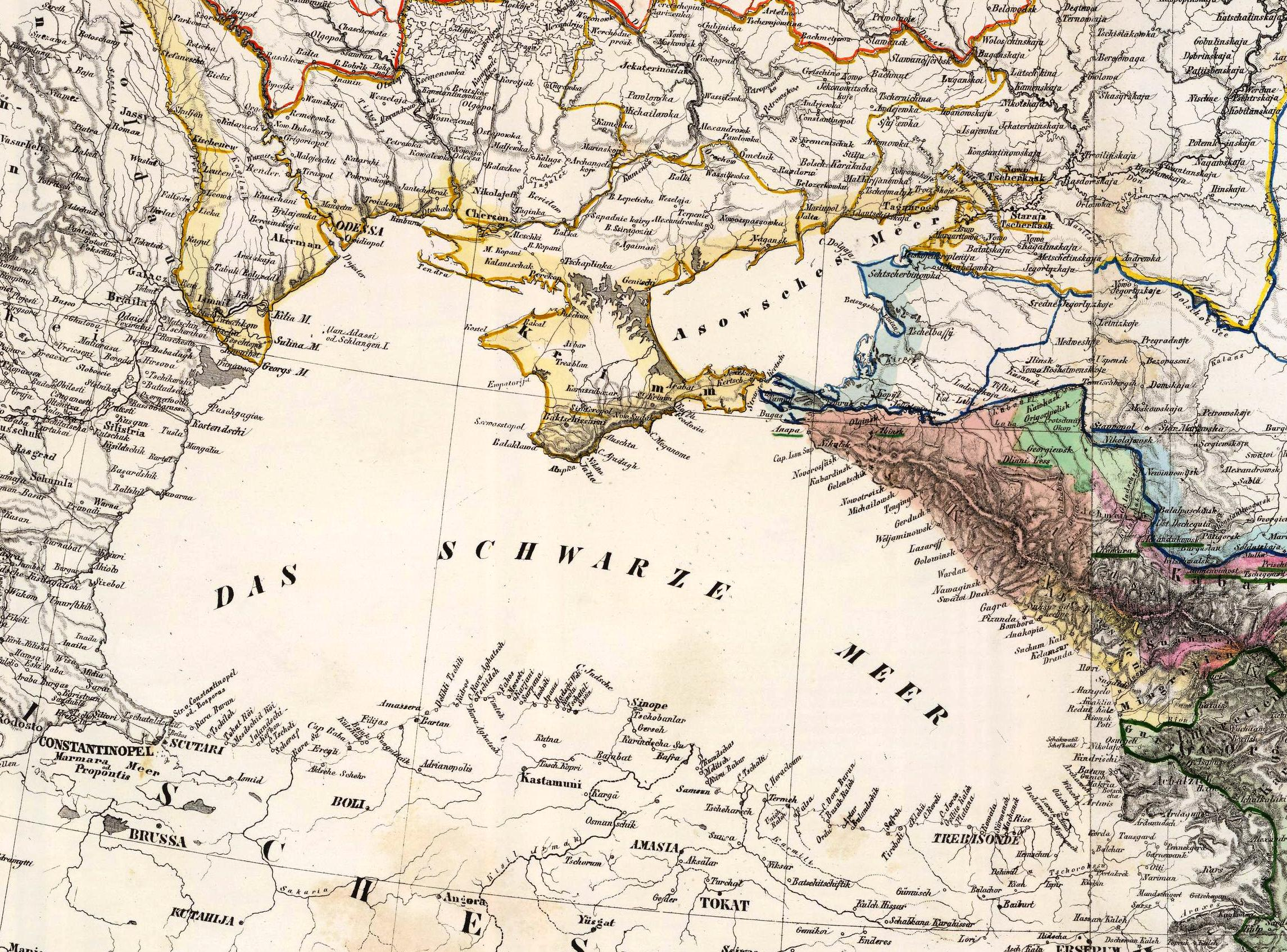
General Karte von Europaischen Russland und den kaukasischen Ländern (détail mer Noire), 1855
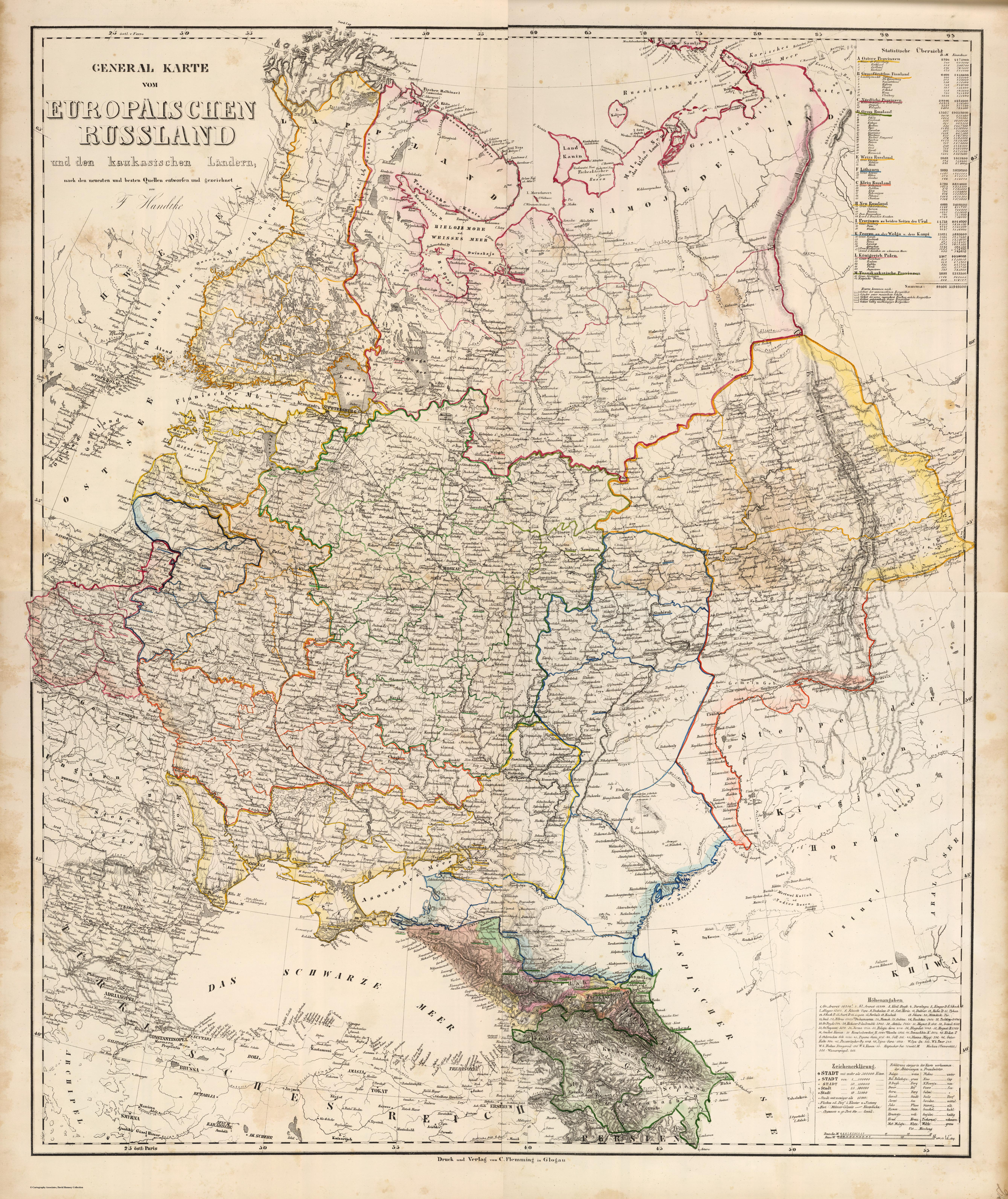
General Karte von Europaischen Russland und den kaukasischen Ländern (Russie d'Europe), 1855
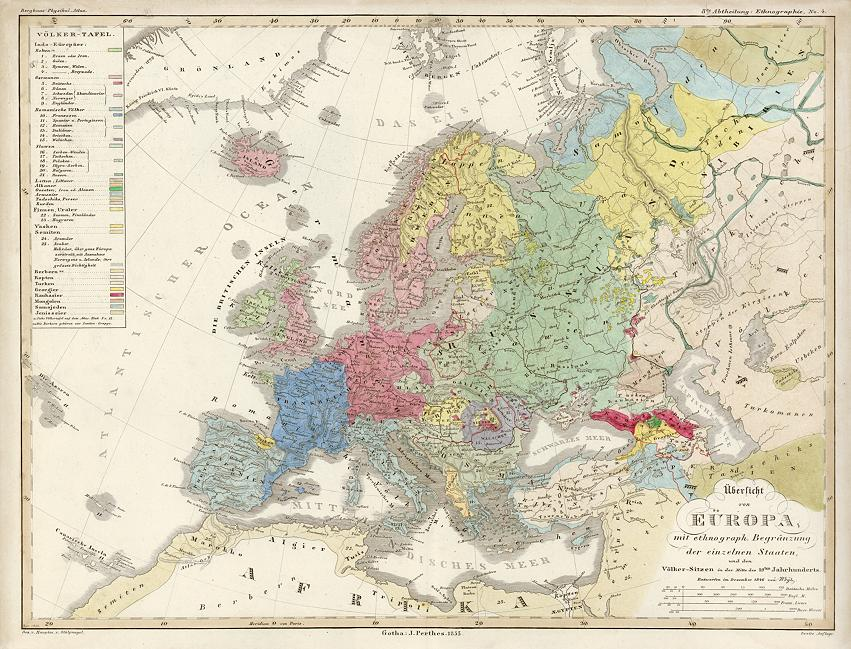
Übersicht von Europa mit ethnograph Begränzung der einzelen Staaten ... (Europe ethnographique), 1855
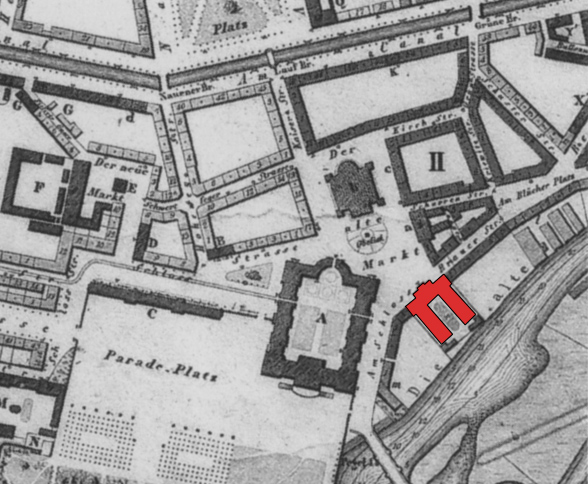
Neuester Plan von der königlichen Residenzstadt Potsdam (detail), ca 1850
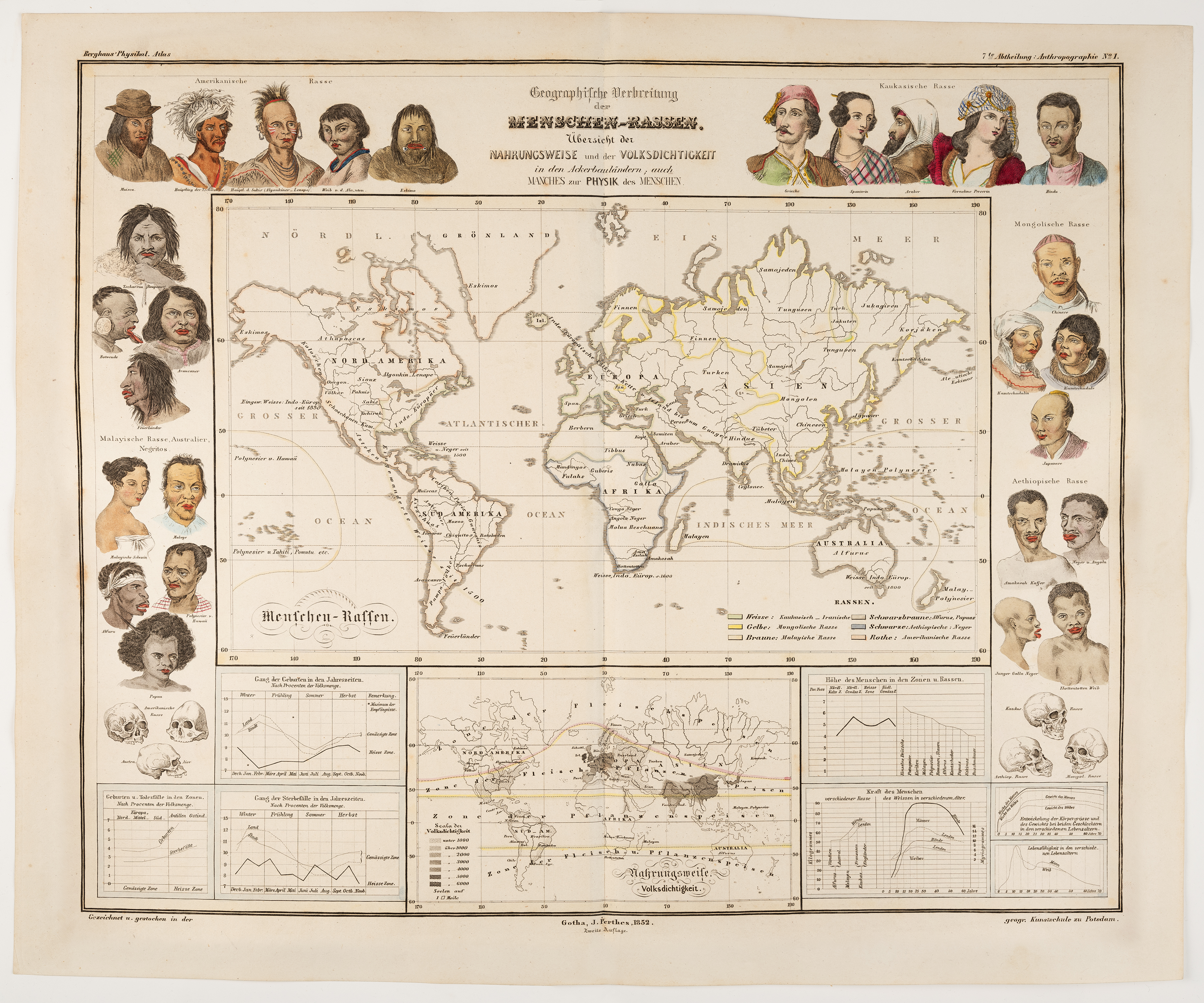
Geographische Verbreitung der Menschen-Rassen… / Répartition géographique des races humaines… 1852